# Брюс Дженсен
Брюс Дженсен (англ. Bruce Jensen; нар. в 1962 році в Індіанаполісі, Індіана) — американський ілюстратор, який створював обкладинки для таких авторів наукової фантастики, як Кім Стенлі Робінсон, Ніл Стівенсон, Чарльз Шеффілд, Джо Голдеман, Лінда Наґата, Келлі Ескрідж і Філіп Дік. Наґата описала його обкладинки як такі, що «спритно ілюструють настрій, відчуття книги». У 1989 році Брюс намалював незакінчений графічний роман «Нейромант». У 1995 році він отримав премію Джека Гогана як найкращий виконавець-початківець.

## Огляд кар'єри
Брюс Дженсен почав малювати в ранньому віці, малюючи типових для дитинства птахів і динозаврів. Подорослішавши, він відкрив для себе наукову фантастику. Книгою, яка сильно вплинула на його рішення стати художником обкладинки наукової фантастики, була обкладинка Джека Ґона до «Жайворонка з Валерона» Е. Е. Сміта. У середній школі Брюс здійснив свою мрію стати художником. Потім він пішов до Колумбійського коледжу мистецтв і дизайну, отримавши ступінь бакалавра в 1984 році; саме тут він розвинув своє більш абстрактне використання кольору.
Влітку 1984 року Дженсен отримав своє перше сукровичне завдання, яке пройшло досить добре, щоб відразу після цього він отримав інші. Протягом наступних шести років після його першої книжкової обкладинки він створив дванадцять книжкових обкладинок; він також деякий час працював на телебаченні. У 1990 році Дженсен заробляв достатньо грошей, малюючи обкладинки науково-фантастичних книг, і вважав це своєю роботою на повний робочий день.